# 卡达耶姆帕蒂
卡达耶姆帕蒂（Kadayampatti），是印度泰米尔纳德邦Salem县的一个城镇。总人口9691（2001年）。

## 人口
该地2001年总人口9691人，其中男性5186人，女性4505人；0—6岁人口1211人，其中男681人，女530人；识字率53.35%，其中男性为61.43%，女性为44.04%。